# Heiner Lauterbach
Heiner Lauterbach (Keulen, 10 april 1953) is een Duitse acteur en stemacteur.

## Jeugd en opleiding
Heiner Lauterbach werd geboren als zoon van de welgestelde Keulse sanitairondernemer Hans Lauterbach (1928-2014). Na de middelbare school bezocht hij in 1970 de Schauspielschule der Keller en nam onderricht bij de actrice en oprichtster van de school Marianne Jentgens. Lauterbach speelde in Keulen, Würzburg en München en ging op tournee met de Münchner Schauspielbühne.

## Carrière
Na een opleiding tot acteur, brachten Lauterbachs toneelverplichtingen hem naar Keulen, Würzburg en München, waar hij toerde met de Münchner Schauspielbühne. Halverwege de jaren 1970 begon Lauterbach zijn filmcarrière als acteur in drie erotische films in de Schoolgirl Report-serie en was te zien in verschillende afleveringen van het ZDF-opsporingsprogramma Aktenzeichen XY ... Ungelöst. In de jaren 1980 was hij ook internationaal veel gevraagd. In 1981 speelde hij aan de zijde van Marthe Keller graaf Pietranera in de meerdelige serie Die Kartause von Parma. In 1984 verscheen hij in de speelfilm The Other in een dubbele rol met Magdalena Ritter.
In 1985 plaatste regisseur Edwin Marian hem naast Angélique Duvier in de actiefilm Cortuga. In datzelfde jaar brak Lauterbach door met de komische film Männer van Doris Dörrie, waarin hij samen met Uwe Ochsenknecht de hoofdrol speelde en waarvoor hij de Bundesfilmpreis ontving. Er volgden rollen in misdaadseries als Derrick, Tatort, Ein Fall für Zwei en Eurocops en in 1994 de hoofdrol in de misdaadreeks Faust.
In 1993 speelde hij samen met Til Schweiger als zijn manager in de titelrol van de filmkomedie Ebbies Bluff op het grote scherm. In 1994 werd namens ZDF de Heiner Lauterbach Special Nicht nur der Liebe wegen geproduceerd en uitgezonden, waarin hij een dubbele rol speelde. Ook kreeg hij in 1994 de hoofdrol van de Hamburgse rechercheur Oskar Faust in de misdaadserie Faust. In 1996 speelde Lauterbach in de vijfdelige televisiethriller Der Schattenmann van Dieter Wedel. In 1997 volgde Rossini – oder die mörderische Frage, wer mit wem schlief aan de zijde van Götz George en Mario Adorf en de rol van de politieagent Josef Berthold die werkte op de drugsafdeling van München in Der Skorpion van Dominik Graf. In 1998 nam Lauterbach de hoofdrol op zich in de verfilming van de roman Der Campus van Dietrich Schwanitz. In hetzelfde jaar speelde hij samen met Franka Potente in de bijna drie uur durende Duits-Oostenrijkse politieke tv-thriller Opera Ball - The Victims/The Perpetrators, de hoofdrol van de onderzoeksjournalist. In 1999 speelde hij inspecteur Mark Popp naast Roman Knižka in Land of Cockaigne van Friedemann Fromm, die samen met zijn collega 2,5 miljoen mark scoorde.
In de filmbiografie Marlene van Joseph Vilsmaier speelde Lauterbach in 2000 de filmproducent Erich Pommer. In 2001 speelde hij Axel Springer in Der Verleger. In 2002 volgde een hernieuwde samenwerking met Dieter Wedel met het zesdelige The Semmeling Affair. In 2005 maakte Lauterbach zijn regiedebuut met de televisiekomedie Andersrum. In 2007 speelde hij samen met Maya Maranow in de tweedelige televisiefilm Das Glück am anderen Ende der Welt als schapenboer Wolf Holländer. In 2008 speelde hij in het fictieve drama Die Gustloff als luitenant-kapitein Harald Kehding en nam hij de rol op zich van de meedogenloze huurmoordenaar Rami Hamdan in de RTL-actiethriller Das Papst-Attentat van Rainer Matsutani. In de Russische oorlogsfilm Stalingrad uit 2013, geregisseerd door Fjodor Bondarchuk, speelde Lauterbach een fanatieke Duitse luitenant-kolonel in de Slag om Stalingrad. In 2015 en 2018 was hij te zien in de ZDF-geschiedenisreeks Tannbach - Schicksal eines Dorfes naast Henriette Confurius in een van de hoofdrollen als graaf en landeigenaar Georg von Striesow. In de spionagefilm Saat des Terrors van Daniel Harrich uit 2018 speelde hij de hoofdrol van beveiligingsbeambte Nicholas Krüger. In de politieke thriller Der Fall Collini (2019) van Marco Kreuzpaintner speelde hij de gewiekste en zelfbewuste advocaat Richard Mattinger. In de vierdelige TVNOW-miniserie Unter Freunden stirbt man nicht (2020) speelde hij samen met Adele Neuhauser, Iris Berben en Michael Wittenborn een van de vier vrienden die de dood van hun vriend Hermann, die als economisch wetenschapper zou worden onderscheiden met de Nobelprijs, verzwijgen.
Hij werkte na Männer herhaaldelijk samen met Uwe Ochsenknecht, b.v. in de rol van Ludwig Moser in de filmsatire The Udo Honig Story (2015) en als officier van justitie Heinrich Gruber in Ihr letzter Wille kann mich mal! (2019). Samen stonden ze in 2021 voor de camera als reclameboodschappers voor de discounter Edeka.
Naast zijn werk voor de camera werkt Lauterbach ook als stemacteur. Zijn stemmen zijn onder meer Kevin Costner (The Untouchables), Richard Gere (Yanks), Massimo Girotti (Ossessione), Harvey Keitel (La Nuit de Varennes), John Malkovich (Death of a Salesman), Gérard Depardieu (Barocco) en Christopher Walken (James Bond 007 - A View to a Kill). Voor die laatste was hij tot 1990 (The Deer Hunter, King of New York) de vaste woordvoerder, totdat hij werd vervangen door Bodo Wolf. Lauterbach leende zijn stem aan Grote Smurf in de animatiefilm Smurfs: The Lost Village uit 2017.
In 2003 was Heiner Lauterbach een van de stichtende leden van de Duitse Filmacademie.

## Privéleven
Lauterbach was van 1985 tot 2001 getrouwd met de actrice Katja Flint. Het paar had een zoon (geb. 1988) en gingen in 1991 uit elkaar. Van 1996 tot 2000 had hij een relatie met de actrice Jenny Elvers. Sinds september 2001 is hij getrouwd met Viktoria Skaf. Uit dit huwelijk stamden twee kinderen: Maya (geb. 2002) en Vito (geb. 2007). Hij woont met zijn familie bij de Starnberger See. In zijn autobiografie Nothing Left Out, gepubliceerd in 2006, schreef Lauterbach over zijn relaties met Flint en Elvers en zijn buitensporige leven in die tijd.

## Verder
Lauterbach deed een schenking van 10.000 DM aan Helmut Kohl, die probeerde de schade te vergoeden die de CDU in 2000 in de zwartgeldaffaire had aangericht. In 2019 werd hij honorair hoogleraar aan de Macromedia University. Eind 2019 presenteerde Lauterbach het videoplatform Meet your Master, een Duitstalige kopie van de in 2015 opgerichte Amerikaanse dienst MasterClass. Met betaalde E-Learning-video's van beroemdheden moesten hun vaardigheden worden overgebracht. Vertegenwoordigd waren in december 2020 onder andere Alfons Schuhbeck (koken), Jonas Kaufmann (zang), Sebastian Fitzek (schrijven) en Til Schweiger (filmmaken).

## Onderscheidingen
- 1986: Duitse Filmprijs
- 1997: Bambi-Prijs van de 'Bunten'
- 1997: Bayerischer Filmprijs
- 1998: Vertolkersprijs van de Deutsche Akademie der Darstellenden Künste bij de Baden-Badener dagen van het tv-spel
- 1998: Bayerischer tv-prijs
- 2004: Goldene Feder van de Bauer-Verlag in de categorie Schauspiel
- 2011: Ereprijs van de Hessische minister-president voor bijzondere prestaties in het Film- en tv-segment
- 2014: Pianospeler van het jaar van de Bundesverband Klavier e. V.

## Synchronisatie
Als stemacteur leende hij zijn stem aan onder andere Kevin Costner (The Untouchables, Die Unbestechlichen), Richard Gere (Yanks), Massimo Girotti (Ossessione), Harvey Keitel (Flucht nach Varennes), John Malkovich (Tod eines Handlungsreisenden), Gérard Depardieu (Mord um Macht) en Christopher Walken (James Bond 007 – Im Angesicht des Todes). Voor laatstgenoemde telde hij tot 1990 (Die durch die Hölle gehen, Dead Zone, King of New York) als hun stamspreker, totdat hij door Bodo Wolf (stemacteur) werd afgelost. Lauterbach was de spreker van de grote Smurf in de in 2017 uitgebrachte animatiefilm Die Schlümpfe – Das verlorene Dorf.

## Filmografie (selectie)

### Bioscoop
- 1975: Schulmädchen-Report. 9e deel: Reifeprüfung vor dem Abitur
- 1976: Schulmädchen-Report. 10e deel: Irgendwann fängt jede an
- 1977: Schulmädchen-Report. 11e deel: Probieren geht über Studieren
- 1984: Kolp – Schwarzmarkt, Swing und große Träume
- 1985: Nur Frauen, kein Leben
- 1985: Männer
- 1985: Eine Frau für gewisse Stunden
- 1986: Paradies
- 1989: Umwege nach Venedig
- 1989: African Timber
- 1989: Bangkok Story
- 1989: Bodo – Eine ganz normale Familie
- 1993: Ebbies Bluff
- 1994: Charlie & Louise – Das doppelte Lottchen
- 1995: Das Wunschkind
- 1996: Das Superweib
- 1997: Rossini – oder die mörderische Frage, wer mit wem schlief
- 1997: Top Mission - Im Netz des Todes
- 1998: Der Eisbär
- 1998: Cascadeur – Die Jagd nach dem Bernsteinzimmer
- 1998: Der Campus
- 1999: South Park: Der Film – größer, länger, ungeschnitten
- 1999: Schlaraffenland
- 1999: St. Pauli Nacht
- 1999: Erleuchtung garantiert
- 2000: Marlene
- 2000: Erleuchtung garantiert
- 2001: Das Experiment
- 2002: 666 – Traue keinem, mit dem du schläfst!
- 2003: Suche impotenten Mann fürs Leben
- 2009: Zweiohrküken
- 2012: Reality XL
- 2012: Vatertage – Opa über Nacht
- 2012: Schutzengel
- 2013: Schlussmacher
- 2013: Ein schmaler Grat
- 2013: V8 – Du willst der Beste sein
- 2013: Der blinde Fleck
- 2013: Stalingrad 3D
- 2013: Harms
- 2014: Wir sind die Neuen
- 2014: Frauen
- 2015: V8 – Die Rache der Nitros
- 2016: Willkommen bei den Hartmanns
- 2017: Unter Deutschen Betten
- 2018: Kalte Füße
- 2019: Der Fall Collini
- 2019: Traumfabrik
- 2020: Enkel für Anfänger
- 2020: Es ist zu deinem besten
- 2022: Lieber Kurt
- 2023: Enkel für Fortgeschrittene

### Televisie

#### Televisiefilms
- 1982: Inside the Third Reich
- 1985: Das Gespinst
- 1985: Cortuga
- 1985: Die Andere
- 1986: Zwei Reisen mit Flesch
- 1988: Ignaz Semmelweis – Arzt der Frauen
- 1989: Liebe, Tod und Eisenbahn
- 1991: Von Gewalt keine Rede
- 1992: Eine phantastische Nacht
- 1994: Nicht nur der Liebe wegen
- 1996: Das Mädchen Rosemarie
- 1996: Der Schattenmann
- 1997: Der Skorpion
- 1998: Opernball
- 1998: Der dreckige Tod
- 1998: Eine Sünde zuviel
- 2000: Zwei Asse und ein König
- 2000: Nicht heulen, Husky
- 2001: Der Verleger
- 2002: Die Affäre Semmeling
- 2002: Tödliches Rendezvous – Die Spur führt nach Palma
- 2003: Eine Liebe in Afrika
- 2002: In der Mitte eines Lebens
- 2003: Treibjagd
- 2003: Im Namen des Herrn
- 2004: Ein seltsames Paar
- 2004: Zwei Männer und ein Baby
- 2005: Der Bernsteinfischer
- 2005: In Liebe eine Eins
- 2005: Andersrum
- 2006: Die Sturmflut
- 2006: Dresden
- 2007: Das Glück am anderen Ende der Welt
- 2007: Die Entführung
- 2008: Die Gustloff
- 2008: Das Papst-Attentat
- 2008: Wir sind das Volk – Liebe kennt keine Grenzen
- 2009: Die Seele eines Mörders
- 2009: Vulkan
- 2010: Ken Folletts Eisfieber
- 2010: Mörderischer Besuch
- 2011: Hindenburg
- 2012: Doppelgängerin
- 2013: Einfach die Wahrheit
- 2013: Helden – Wenn dein Land dich braucht
- 2014: Von einem, der auszog, das Fürchten zu lernen
- 2015: Tannbach – Schicksal eines Dorfes
- 2015: Letzte Ausfahrt Sauerland
- 2015: Die Udo Honig Story
- 2015: Meister des Todes
- 2015: Weihnachts-Männer
- 2016: Das Programm
- 2016: Beste Feinde
- 2016: Spuren der Rache
- 2017: Gift (Nachtschatten)
- 2018: Unzertrennlich nach Verona
- 2018: Saat des Terrors
- 2019: Ihr letzter Wille kann mich mal!
- 2020: Meister des Todes 2
- 2024: Am Abgrund

#### Televisieseries
- 1978-1993: Derrick (verschillende rollen, 4 afleveringen)
- 1978-2013: Der Alte (verschillende rollen, 5 afleveringen)
- 1980: Wochenendgeschichten - Geburtstag
- 1982: La certosa di Parma
- 1984-1986: Ein Fall für zwei (verschillende rollen, 4 afleveringen)
- 1986: Tatort: Der Tausch
- 1987: Duett in Bonn (6 afleveringen)
- 1988-1993: Eurocops (16 afleveringen)
- 1989: Die schnelle Gerdie - Oktoberfest
- 1990: Regina auf den Stufen (10 afleveringen)
- 1990: Derrick – Der Einzelgänger
- 1991: Tatort: Wer zweimal stirbt
- 1991: Der Fahnder – Tauschgeschäfte
- 1992: Wolffs Revier - Geldwäscher
- 1992: Lilli Lottofee - Lilli und Leo auf Du und Du mit der großen Welt
- 1993: Derrick – Geschlossene Wände
- 1993: Tatort: Flucht nach Miami
- 1994–1997: Faust (24 afleveringen)
- 1997: Tatort: Mord hinterm Deich
- 2004: Kommissarin Lucas – Vergangene Sünden
- 2006: Donna Leon – Endstation Venedig
- 2007: Mitten im Leben (9 afleveringen)
- 2019: Immenhof - Das Abenteuer eines Sommers
- 2020: Unter Freunden stirbt man nicht (4 afleveringen)
- 2021: Blackout (5 afleveringen)
- 2021: Mord in der Familie - Der Zauberwürfel
- 2022: Herzogpark (miniserie)
- 2022: Höllgrund
- 2022: Immenhof - Das große Versprechen
- 2023: Deutsches Haus (miniserie, 5 afleveringen)

- Biblioteca Nacional de España: XX1491977
- Catàleg d'autoritats de noms i títols de Catalunya: 981059288971506706
- Gemeinsame Normdatei: 120660504
- International Standard Name Identifier: 0000 0001 1771 4788
- Library of Congress Control Number: no95046925
- MusicBrainz: 61e38278-51f5-492c-9734-fdbe00862430
- Nationale Bibliotheek van Tsjechië: xx0164152
- Nationale Bibliotheek van Israël: 987007332401805171
- Nationale Bibliotheek van Polen: a0000001865119
- Système universitaire de documentation: 122931939
- Virtual International Authority File: 77151995
- WorldCat: E39PBJqbrbpCHw7JpCh4WCdWjC